# مسیری
مسیری، منطقه ای در توابع شهر تشان در شهرستان بهبهان در استان خوزستان ایران است.

## جمعیت
این منطقه براساس سرشماری مرکز آمار ایران در سال ۱۳۸۵، جمعیت آن ۱۵۷ نفر (۳۰خانوار) بوده‌است.